# Lumia
Lumia, ранее — Nokia Lumia (фин. lumia — партитив множественного числа от слова lumi, «снег») — серия смартфонов Microsoft Mobile (ранее — Nokia) на операционной системе Windows Phone. Разработка аппаратов на платформе от Microsoft была начата после назначения главой компании Nokia Стивена Элопа и закрытий операционных систем Symbian и MeeGo.

## Модельный ряд под управлениемWindows Phone 7

### Nokia Lumia 505
В декабре 2012 года был представлен смартфон Nokia Lumia 505, предназначенный для развивающихся стран (в частности, для продаж у мексиканского оператора связи Telcel). Был оснащён одноядерным процессором с частотой 800 МГц, 256 МБ оперативной памяти, 4 ГБ встроенной флеш-памяти и 3,7-дюймовым ёмкостным сенсорным экраном ClearBlack AMOLED с разрешением 800×480 точек.

### Nokia Lumia 510
Смартфон Nokia Lumia 510 позиционировался компанией Nokia как самый доступный из линейки Lumia. Аппарат был представлен в пяти цветах (красный, чёрный, голубой, белый, жёлтый), имел экран размером 4 дюйма и камеру в 5 мегапикселей. Lumia 510 был доступен в таких регионах, как Индия, Китай, Южная Америка, Азия. Был представлен 23 октября 2012 года.

### Nokia Lumia 610
Nokia Lumia 610 позиционировался Nokia как бюджетный аппарат компании на Windows Phone в 2012 году. В силу своей бюджетности у смартфона процессор, работающий на частоте 800 МГц, 256 Мб оперативной памяти и жидкокристаллический дисплей без стекла Gorilla Glass. На Mobile World Congress 2012 смартфон выиграл две награды: «Лучший на выставке» от интернет-издания Tom’s Hardware и «Лучший бюджетный смартфон» от журнала Laptop. Продажи в России начались в мае.

### Nokia Lumia 610C(China Telecom)
Nokia Lumia 610C представлял собой версию Lumia 610 для китайского оператора связи China Telecom. Различий между международной и версии для Китая практически нет, за исключением присутствия в операторской версии модуля CDMA-поддержки.

### Nokia Lumia 610NFC
На конференции WIMA 2012 компания Nokia объявила о выходе NFC-версии представленного смартфона Nokia Lumia 610.

### Nokia Lumia 710
Моноблок с сенсорным TFT-экраном 3,7 дюйма, с технологией ClearBlack, улучшающей видимость экрана на ярком солнечном свете. Lumia 710 имел камеру 5 мегапикселей, аккумулятор на 1300 мАч, 8 Гб внутренней памяти. Являлся младшей моделью компании в 2011 году. В России модель появилась в продаже в декабре 2011 года.

### Nokia Lumia 800
Nokia Lumia 800 позиционировался компанией Nokia как «аппарат-флагман» на новой мобильной платформе в 2011 году. Тонкий корпус Lumia 800 выполнен из поликарбоната и по дизайну напоминает Nokia N9. Nokia Lumia 800 обладает дисплеем AMOLED ClearBlack размером 3,7 дюйма, имеет 8-мегапиксельную камеру с оптикой от Carl Zeiss, 16 Гб встроенной памяти, повышенной ёмкостью аккумулятора (1450 мАч) по сравнению с младшей моделью 2011 года — Nokia Lumia 710. В России, как и в случае с Lumia 710, продажи начались в декабре 2011 года.

### Nokia Lumia 800C(China Telecom)
China Telecom в апреле 2012 года начал торговлю смартфоном Nokia Lumia 800C, характеристики которого идентичны оригиналу, за исключением реализованной CDMA-поддержки. Цена не привязанного к оператору изделия составляет 3600 юаней, или 570 долларов.

### Nokia Lumia 900
10 января 2012 года в Лас-Вегасе на выставке Consumer Electronics Show 2012 состоялась презентация Nokia Lumia 900 на базе операционной системы Windows Phone 7.5. Это первый смартфон Nokia, который работает по технологии LTE. Смартфон имеет дисплей AMOLED ClearBlack размером 4,3 дюйма, основную камеру на 8 Мп (Carl Zeiss) и фронтальную камеру на 1 Мп, аккумулятор на 1830 мАч. Издание CNET признало Lumia 900 лучшим смартфоном выставки Consumer Electronics Show 2012. В России продажи начались в июне.

## Модельный ряд под управлениемWindows Phone 8

### Nokia Lumia 520
Смартфон на платформе Windows Phone 8 имеет сенсорный экран диагональю 4 дюйма и разрешением 800×480 точек. Оснащён только основной камерой разрешением 5 Мп и автофокусом, без вспышки и оптики Carl Zeiss. Объём встроенной памяти 8 Гб, с возможностью расширения с помощью карты памяти MicroSD. Имеется поддержка Bluetooth, Wi-Fi, 3G, GPS, ГЛОНАСС. Поступил в продажу в России в конце апреля 2013 года.

### Nokia Lumia 521(T-Mobile)
Модель Nokia Lumia 521 — это модификация Lumia 520, предназначена для американского оператора T-Mobile USA. В плане характеристик различий между Lumia 521 и Lumia 520 практически нет. Но одно из важных отличий заключается в том, что смартфон поддерживает работу в 4G-сетях оператора T-Mobile . Предполагается, что аппарат поступит в розничные магазины Microsoft и T-Mobile, а также в сеть ретейлера Walmart в мае.

### Nokia Lumia 525
Отличается от Nokia Lumia 520 количеством оперативной памяти — она увеличена с 512 Мб до 1 Гб — и цветной глянцевой задней панелью.

### Nokia Lumia 530
Отличается от Lumia 520 количеством постоянной памяти (4 ГБ вместо 8) и цветной матовой задней панелью. Существует два варианта устройства: Nokia Lumia 530 и Nokia Lumia 530 Dual SIM.

### Microsoft Lumia 535
Microsoft Lumia 535 — первый смартфон под брендом Microsoft, работающий на операционной системе Windows Phone 8.1 и с надстройкой Lumia Denim. Самый популярный телефон на этой платформе (по версии сайта Майкрософт от января 2016)

### Nokia Lumia 620
Lumia 620 — одна из самых доступных моделей в России на платформе Windows Phone 8, была анонсирована в начале декабря 2012 года. Модель поступила в продажу в России в январе 2013 года. Аппарат оснащён сенсорным дисплеем, выполненным по технологии TFT и имеющим разрешение 800*480 пикселей. В смартфоне установлен двухъядерный процессор Qualcomm Snapdragon S4 с частотой 1 Ггц, оперативная память объёмом 512 Мб, фронтальная камера, NFC-модуль, а также возможность расширить встроенную память объёмом 8 Гб до 64 Гб при помощи карт формата microSD.

### Nokia Lumia 625
Lumia 625, работающая на платформе Windows Phone 8 GDR2, поступила в продажу в третьем квартале 2013 года. Смартфон оснащен двухъядерным процессором Snapdragon S4 с частотой 1.2 ГГц, 512 Мб оперативной памяти и встроенным накопителем на 8 Гб, установлен adreno 305, а также имеет слот для MicroSD карт с максимальной ёмкостью до 64 ГБ для хранения ваших файлов. Аккумулятор емкостью 2000 мАч обеспечит вам 23,9 часов разговора в сети 2G, 15,2 часа разговора в сети 3G и 90 часов в режиме воспроизведения музыки. В смартфоне есть Wi-Fi, встроенный GPS-навигатор, быстрый Bluetooth 4.0 и поддержка LTE. Смартфон имеет просторный экран диагональю 4,7 дюйма и разрешением 800 × 480 пикселей с IPS-матрицей.

### Nokia Lumia 630
Nokia Lumia 630 — один из первых смартфонов, выпущенных уже в стенах Microsoft Mobile Devices и работающий на операционной системе Windows Phone 8.1 + Lumia Cyan. Первый смартфон на WP 8.1 с наэкранными клавишами. Смартфон оснащается четырёхъядерным процессором компании Qualcomm — Snapdragon 400, работающим на частоте 1200 МГц. Аппарат имеет 4,5-дюймовый IPS-дисплей с разрешением 480x854 пикселей, 5-мегапиксельную камеру, аккумулятор ёмкостью 1830 мА·ч, 8 ГБ встроенной памяти, 512 МБ оперативной памяти и поддержку карт памяти MicroSD объёмом до 128 ГБ. Существуют два варианта смартфона — односимочный и двухсимочный. Телефон был представлен 3 апреля 2014 года вместе с Lumia 930.

### Nokia Lumia 720
Nokia Lumia 720 позиционируется компанией Nokia как смартфон среднего класса на базе операционной системы Windows Phone 8. Он оснащён 4,3-дюймовым дисплеем разрешением WVGA 800×480 точек с технологией TrueColor (24 бит/16 млн цветов), который защищен стеклом Corning Gorilla 2, фронтальной широкоугольной камерой с разрешением 1,3 мегапикселя и основной на 6,7 мегапикселя. Аппарат имеет 8 Гб встроенной памяти, а также имеет слот для MicroSD карт с максимальной емкостью 64 Гб. Его продажи в России состоялись в середине апреля 2013 года.

### Nokia Lumia 730
Представленный на IFA 2014 в Берлине, смартфон Nokia Lumia 730 обладает фронтальной камерой в 5 MP, что является его отличительной особенностью, и позиционируется компанией Microsoft как селфифон. Что касается других технических характеристик смартфона, то здесь смартфон Lumia 730 обладает четырёхъядерным 1,2 ГГц процессором Qualcomm Snapdragon 400 и 1 ГБ оперативной памяти. Внутренняя память устройства равна 8 ГБ, но её можно расширить благодаря картам памяти стандарта MicroSD максимальным объёмом до 128 ГБ и облачному хранилищу 15.

Батарея емкостью 2220 мАч позволит пользоваться смартфоном весь день, не думая о зарядке. Максимальное время разговора в сети 3G составляет 17 часов. 

Доступные цвета: ярко-зелёный, ярко-оранжевый, темно-серый и белый. Габариты смартфона равны 134,7 x 68,5×8,9 мм, а вес — 130,4 грамма.

### Nokia Lumia 735
Данная модель по характеристикам полностью совпадает с Nokia Lumia 730. В Nokia Lumia 735 имеется поддержка беспроводной зарядки стандарта QI. Также, в отличие от 730 модели, в телефоне используется nano-sim. Плюс данная модель имеет поддержку LTE.

### Nokia Lumia 810(T-Mobile)
Nokia Lumia 810 — эксклюзивная модель для оператора T-Mobile, которая продавалась в США. Дизайн смартфона создан с учётом требований оператора, имеет сенсорный OLED ClearBlack экран размером 4,3 дюйма с разрешением 800х480 точек, основную камеру 8 мегапикселей с оптикой Carl Zeiss, фронтальную камеру 1,2 мегапикселя с широкоугольным объективом.

### Nokia Lumia 820
Младшая модель из анонсированных двух в начале сентября 2012 года. По сравнению с флагманом Lumia 920 имеет меньшее разрешение экрана и немного меньший его размер. В общем же, имеет схожую с 920-й моделью аппаратную начинку, в частности, здесь используется тот же двухъядерный процессор. Имеет сменные панели, некоторые из которых обладают элементом беспроводной зарядки. Аппарат будет поддерживать карты памяти microSD.

### Nokia Lumia 822(Verizon)
Совместно с компанией Verizon Wireless, Nokia представила модель Nokia Lumia 822 эксклюзивно для рынка США. Телефон поддерживает сотовые сети четвёртого поколения LTE, а также стандарт CDMA. Модель оснащена 4,3-дюймовым сенсорным дисплеем ClearBlack с разрешением WVGA, 1,5-ГГц двухъядерным процессором, 1 ГБ памяти RAM, 16 ГБ встроенной памяти, 8-Мп камерой с оптикой Carl Zeiss на задней панели и 1,2-Мп фронтальной камерой.

### Nokia Lumia 830
Lumia 830 была представлена на IFA 2014 в Берлине. В основе корпуса Lumia 830 лежит монолитная металлическая рама серебристого или чёрного цвета, которая также является элементом дизайна смартфона. Фронтальная часть практически полностью покрыта защитным стеклом Gorilla 3.0 слегка выпуклой формы, а на обратной стороне расположилась цветная защитная крышка из поликарбоната. Смартфон представлен в полностью чёрном цвете, а также сочетаниях серебряной рамы и задней крышки белого, ярко-оранжевого или ярко-зелёного цвета.
Толщина и вес составляют 8,5 мм и 150 грамм соответственно, благодаря чему Lumia 830 становится самым тонким и легким аппаратом в линейке на настоящий момент. Длина и ширина нового смартфона равны 139,4×70,7 мм.
Смартфон оснащен четырёхъядерным 1,2 ГГц процессором Qualcomm Snapdragon 400 с графическим чипом Adreno 305 и 1 ГБ оперативной памяти.
Lumia 830 располагает 16 ГБ встроенной памяти с возможностью расширения за счет карт памяти microSD (до внушительных 128 ГБ). Плюс ко всему пользователям будут бесплатно доступны 15 ГБ в облаке OneDrive.
Четкий пятидюймовый IPS-дисплей разрешением 1280 × 720 пикселей (плотность пикселей — 296 пикс/дюйм) с технологией ClearBlack может похвастать отличной читаемостью на солнечном свету и облегчает управление смартфона в различных условиях благодаря сверхчувствительному сенсору.
Lumia 830 оснащается основной 10-Мпикс камерой с технологией PureView, светодиодной вспышкой, оптикой ZEISS (оптическая система состоит из 6 линз) и самой легкой и тонкой системой оптической стабилизации изображений из всех, что мы когда-либо создавали. Камера отличается высокой светочувствительностью, позволяя делать качественные снимки в условиях недостаточной освещенности. Размер датчика равен 1/3,4 дюйма, фокусное расстояние составляет 26 мм, а диафрагма f/2,2. Фронтальная камера имеет разрешение 0,9 Мпикс и широкоугольный объектив для лучшей съемки автопортретов и видеозвонков.

Основная камера позволяет снимать видео с разрешением Full HD (1080p). А технология звукозаписи Nokia Rich Recording и три высокопроизводительных микрофона, обеспечат запись звука в формате «звук вокруг» (5.1) без искажений во всем полном диапазоне.

### Nokia Lumia 920
Анонсированный новый флагман компании работает на двухъядерном процессоре Snapdragon S4 и имеет цветной IPS-экран PureMotion HD+ диагональю 4,5 дюйма. Основная камера 8,7 мегапикселя имеет технологию PureView и состоит из плавающих линз, что подразумевает отличное качество фотографий. Модель имеет также и фронтальную камеру для видеозвонков. Аппарат поддерживает функцию беспроводной зарядки по стандарту Qi.

### Nokia Lumia 920T(China Mobile)
Это вариант Nokia Lumia 920 специально для китайского оператора China Mobile. Главными отличиями от глобальной модели значатся использование специального приемника TD-SCDMA от China Mobile.

### Nokia Lumia 925
Компания Nokia в Лондоне 14 мая 2013 представила свой новый флагманский смартфон Lumia 925, европейский вариант Nokia Lumia 928. Он получил металлическую рамку вокруг корпуса и расширенные фотовозможности. Главные отличия от американского варианта: отсутствие беспроводной зарядки по стандарту Qi, вдвое меньшая память (16 Гб) и дизайн. Все остальные характеристики остались без изменения.

### Nokia Lumia 928(Verizon)
Nokia Lumia 928 на Windows Phone 8 официально представлен оператором Verizon 11 мая 2013 года. Аппарат оснащен технологией PureView, оптикой Carl Zeiss, оптической стабилизацией изображения, благодаря которой пользователь сможет делать отличные фотографии и видео в условиях тряски, а также ксеноновой вспышкой. Помимо отличной камеры, модель также может похвастаться тремя встроенными микрофонами, позволяющими записывать аудио превосходного качества даже в шумных условиях. На лицевой стороне Nokia Lumia 928 расположился 4,5-дюймовый OLED-дисплей со стеклом Gorilla Glass. Имеется возможность заряжать устройство без использования проводов. Безусловно, в наличии эксклюзивные сервисы Nokia: HERE Suite, HERE Maps, HERE Drive+ и HERE City Lens. Смартфон Lumia 928 появится в продаже у оператора 16 мая. Производитель подготовил приятный бонус: покупателю будет предоставляться 25 долларов для покупок в магазине приложений Windows Phone Store.

### Nokia Lumia 929(Verizon)
Телефон для американского мобильного оператора Verizon, был анонсирован 12 февраля 2014 года. Похожим устройством для международного рынка является Nokia Lumia 930.

### Nokia Lumia 930
Nokia Lumia 930 — флагманский телефон финского производителя на 2014 год, пришедший на замену моделям Lumia 920 и 925. Один из первых телефонов, представленных на платформе Windows Phone 8.1 и Lumia Cyan, также один из первых, выпускаемых уже в стенах Microsoft Mobile Devices. Смартфон обладает 5-дюймовым Full HD дисплеем, 20 mp фото-модулем с технологией PureView и оптикой Zeiss, топовым четырёхъядерным процессором Snapdragon 800 на ядрах Krait с частотой 2200 mHz, встроенной беспроводной зарядкой, батареей 2420 mAh и алюминиевой окантовкой корпуса. Телефон был представлен 3 апреля вместе с Lumia 630.

### Nokia Lumia 1020
11 июля 2013 года в Нью-Йорке компания Nokia представила 41-мегапиксельный камерофон Lumia 1020 с технологией PureView. Камерофон обладает дисплеем 4,5 дюйма со сверхпрочным стеклом Corning Gorilla Glass 3, двухъядерным процессором и 2 гигабайтами оперативной памяти.

### Nokia Lumia 1320
20 октября 2013 года был представлен фаблет Nokia Lumia 1320.
Характеристики:
- ОС: Windows Phone 8 с обновлением GDR 3;
- Сети: LTE-ROW: GSM 850, 900, 1800, 1900 МГц; WCDMA 850, 900, 2100 МГц; LTE 800, 1800, 2600; LTE-LTA: GSM 850, 900, 1800, 1900 МГц; WCDMA 850, 1700, 1900, 2100 МГц; LTE 700, 850, 1700, 1900 МГц; HSPA+: GSM 850, 900, 1800, 1900 МГц; WCDMA/HSPA + 900, 2100 МГц;
- Скорости: LTE:3, 7, 20 — 100/50 Mbps (cat 3); DC-HSPA ROW: 42/5.76 Mbps (cat 24 DL/Cat6 UL); HSPA+ CHINA: 21/5.76 Mbps (Cat 14DL/Cat6 UL); GSM: EGPRS 236.8 Kps
- Память: 1 Гб RAM, 8 Гб встроенной памяти; 7 Гб в облачном хранилище SkyDrive, поддержка карт micro SD до 64 Гб;
- Дисплей: 6 дюймов, HD LCD IPS (1280×720) ClearBlack, сверхчувствительный сенсор для управления в перчатках, Gorilla Glass 3;
- Процессор: двухъядерный Qualcomm S4 1,7 ГГц;
- Основная камера: 5 мегапикселей, автофокус, вспышка, запись видео 1080p с частотой 30 кадров в секунду;
- Фронтальная камера: 0,3 мегапикселя VGA;
- Габариты и вес: 164,25 x 85,9×9,79 мм, 220 г;
- Соединения: BT 4.0 + LE, Micro-USB 2.0, аудиоразъем 3,5 мм, WIFI 802.11(2,4 ГГц b/g/n);
- Батарея: 3400 мАч (несъемная);
- Аудио: один микрофон HAAC; разъем 3,5 мм, HD Voice; FM-радио.

### Nokia Lumia 1520
На мероприятии Nokia World в Абу-Даби был представлен новый смартфон с большим дисплеем — Nokia Lumia 1520. Новинка получила 6-дюймовый экран с расширенной областью рабочего стола, имеющей третью дополнительную колонку живых иконок.
Характеристики:
- ОС: Windows Phone 8 с обновлением GDR 3
- Сети: GSM/EDGE: 850, 900, 1800, 1900 МГц; WCDMA: 850, 900, 1900, 2100 МГц; ROW LTE: 1, 3, 7, 8, 20; USA LTE: 2, 4, 5, 7, 17; HSPA+: DL 42 Mbps (Cat 24) / UL 11.5 Mbps (Cat 7)
- Скорости: LTE 150/50 mbps, DC-HSPA 42mbps
- Память: 2 Гб RAM, 32 Гб встроенной памяти; 7 Гб в облачном хранилище SkyDrive, поддержка карт micro SD до 64 Гб
- Дисплей: 6 дюймов, full HD 1080p LCD , ClearBlack, режим высокой яркости, улучшенная читаемость на солнечном свету, сверхчувствительный сенсор для управления в перчатках, Gorilla Glass 2
- Процессор: четырёхъядерный Qualcomm Snapdragon 800 2,2 ГГц
- Основная камера: технология PureView, 20 мегапикселей, автофокус, оптика ZEISS, оптическая стабилизация изображения (OIS), двукратный зум без потери качества, технология супердискретизации, двойная светодиодная вспышка, запись видео в full HD 1080p с частотой 30 кадров в секунду и оптической стабилизацией
- Фронтальная камера: широкоугольная 1,2 Мп для видео в Skype с разрешением 720p
- Габариты и вес: 162,8 x 85,4×8,7 мм, 209 г
- Соединения и датчики: NFC, A-GPS+ГЛОНАСС, WLAN (2.4/5 ГГц) a/b/g/n/ac, μUSB, BT 4.0 LE, акселерометр, датчик приближения, магнитометр, гироскоп, датчик освещенности;
- Батарея: 3400 мАч (съемная) с встроенной беспроводной зарядкой (Qi)
- Аудио: технология Rich Recording, четыре микрофона; широкополосная запись голоса, мультимикрофонное шумоподавление с 4 микрофонами; Dolby Headphone, графический эквалайзер, аудиокомпрессия; FM-радио.

## Модельный ряд под управлениемWindows RT

### Nokia Lumia 2520
На презентации Nokia World 2013 был представлен первый планшет Nokia на Windows RT.
Характеристики:
- ОС: Windows RT 8.1;
- Сети: GSM: 850, 900, 1800, 1900 МГц; WCDMA: 850, 900, 1800, 1900, 2100 МГц; LTE: 2, 3, 4, 5, 7, 13, 17, 20
- Скорости: LTE: 150 Mbps DL / 50 Mbps UL;
- Память: 2 Гб оперативной памяти, 32 Гб встроенной памяти, поддержка карт micro SD до 32 Гб, облачное хранилище SkyDrive;
- Дисплей: 10,1 дюйм, 1080p full HD (1920×1080), емкостный, AHIPS, Multi-Touch, Gorilla Glass 2;
- Процессор: четырёхъядерный Qualcomm Snapdragon 800 2,2 ГГц;
- Основная камера: 6,7 мегапикселя, автофокус, оптика ZEISS с диафрагмой f1.9;
- Фронтальная камера: широкоугольная 2 мегапикселя HD;
- Габариты и вес: 267 x 168×8,9 мм; 615 г;
- Соединения, датчики и разъемы: NFC, A-GPS+ГЛОНАСС, WLAN 802.11 a/b/g/n, microUSB 3.0, BT 4.0 LE, аудиоразъем 3,5 мм;
- Батарея: 8000 мАч;
- Аудио: фронтальные стереодинамики.

## Модельный ряд под управлениемWindows 10 Mobile

### Microsoft Lumia 950 и Lumia 950 XL
Данные модели смартфонов оснащены QuadHD-дисплеями, 20 Мп камерами с тройной светодиодной вспышкой. Lumia 950 работает на базе 6-ядерного Snapdragon 808, 950 XL — 8-ядерном Snapdragon 810. В России появились в продаже 24 ноября 2015 года.

### Microsoft Lumia 550
Бюджетный смартфон с IPS-экраном диагональю 4,7 дюйма и разрешением HD, четырёхъядерным процессором Qualcomm Snapdragon 210, 1 Гб оперативной памяти, 8 Гб накопителем, со слотом для карты памяти стандарта microSD, поддержкой LTE, модулями Bluetooth 4.1, Wi-Fi 802.11 b/g/n, GPS, ГЛОНАСС, фронтальной камерой 2 Мп и основной 5 Мп, аккумулятором ёмкостью 2100 мАч. Вес смартфона 142 г, толщина — 9,9 мм. Продажи стартовали 2 декабря 2015 года.

### Microsoft Lumia 650
Средне бюджетный смартфон с AMOLED-экраном диагональю 5 дюймов и разрешением HD, четырёхъядерным процессором Qualcomm Snapdragon 212, 1 Гб оперативной памяти, 16 Гб накопителем, со слотом для карты памяти стандарта microSD, поддержкой LTE, модулями Bluetooth 4.1, Wi-Fi 802.11 b/g/n, GPS, ГЛОНАСС и NFC, фронтальной камерой 5 Мп и основной 8 Мп, аккумулятором ёмкостью 2000 мАч. Вес смартфона 122 г, толщина — 6,9 мм. Продажи стартовали в марте 2016 года.